# Carmelita (ort)
Carmelita är en ort i Guatemala.   Den ligger i departementet Petén, i den norra delen av landet, 300 km norr om huvudstaden Guatemala City. Carmelita ligger 229 meter över havet och antalet invånare är 372.
Terrängen runt Carmelita är platt. Runt Carmelita är det mycket glesbefolkat, med 2 invånare per kvadratkilometer. Det finns inga andra samhällen i närheten. I omgivningarna runt Carmelita växer i huvudsak städsegrön lövskog.